# Operación Triunfo
Operación Triunfo is een Spaanse talentenjacht die in 2001 zijn eerste editie kende.

## Spanje
De eerste editie van het programma vond plaats in 2001, en al snel groeide Operación Triunfo uit tot een gigantisch succes. Grote namen die door de jaren heen hun carrière startten dankzij Operación Triunfo zijn David Bisbal, Rosa López, Beth, Chenoa en Soraya Arnelas. 
Het programma keerde in 2017 na 13 jaar terug op TVE. De finale vond plaats op 5 februari 2018, en Amaia Romero werd de winnares.
Verschillende winnaars en deelnemers namen door de jaren heen ook deel aan het Eurovisiesongfestival. In verschillende edities werd ofwel de winnaar ofwel een andere deelnemer aangeduid als Spaanse kandidaat.

## Winnaars
- 2001: Rosa López
- 2002: Ainhoa Cantalapiedra
- 2003: Vicente Seguí
- 2005: Sergio Rivero
- 2007: Lorena Gómez
- 2008: Virginia Maestro
- 2009: Mario Álvarez
- 2011: Nahuel Sachak
- 2018: Amaia Romero
- 2019: Famous Oberogo
- 2020: Nia Correia